# NGC 963
NGC 963 je galaksija u zviježđu Kit.

## Vanjske poveznice
- SEDS: NGC 963